# 62-es busz (Budapest)
A budapesti 62-es jelzésű autóbusz Kőbánya, Városközpont és Rákoskeresztúr, Városközpont között közlekedett. A vonalat a Budapesti Közlekedési Zrt. üzemeltette.

## Története
1950 februárjában indult el a 62-es buszjárat a Zalka Máté tér (ma Liget tér) és Rákoscsaba között, majd 1954. január 3-ától kezdve reggel 6 és 7 óra között, illetve délután 16 és 18 óra között minden harmadik busz gyorsjáratként közlekedett, vagyis a két végállomáson kívül már csak az Élessaroknál, az Orionnál és a Városszéli telepen állt meg, de ezek a gyorsjárati menetek 1956. október 24-én megszűntek, viszont 1959. június 29-étől már 162-es jelzéssel közlekedett gyorsjárat a Zalka Máté tér és Rákoskeresztúr, Ferihegyi út között.
Mivel a járat belsőbb szakasza kihasználtabb volt, ezért az 1950-es évek második felében új buszjárat indult 62A jelzéssel a Zalka Máté tér és Rákoskeresztúr, Malom utca között. 1957. január 7-én 62C jelzéssel új járat indult Rákoskeresztúr–Rákoscsaba–Rákoskert útvonalon. A viszonylat rövid életű volt, az április 15-étől hatályos menetrend már nem tartalmazta. 1970. április 3-án újabb taggal bővült a járatcsalád, 62B jelzéssel új járat indult Rákoskert és Rákoscsaba között körforgalmi jelleggel. Az ellenkező irányban a 61Y jelzésű busz közlekedett. Az 1970-es évek első felében ismét bővült a járatcsalád, 62Y jelzéssel új buszjárat indult a Zalka Máté tér és az 525. tér között. Ezután a 62Y busz az Örs vezér tere és Rákoskert között közlekedett, majd egy újabb átszervezés után a 62-es busz az Örs vezér tere és Rákoskeresztúr, Ferihegyi út között, a 62Y jelzésű busz Rákoskeresztúr és Rákoskert között közlekedtek.
1977. január 1-jétől a 162-es gyorsjárat 62-es jelzéssel közlekedett. 1977. augusztus 1-jén a 62B új jelzése 162-es lett és (az új rákoskeresztúri autóbusz-végállomás átadása miatt) a 62-es busz a Zalka Máté tér és Rákoskeresztúr, városközpont között, a 62 busz a Zalka Máté tér és Rákoskeresztúr, városközpont között, míg a 162-es busz Rákoskeresztúr, városközponttól a Pesti út – Zrínyi utca – Péceli út – Csabai út útvonalon körforgalomban közlekedett. Ebben az időszakban a 161-es busz azonos útvonalon, ellenkező irányban haladt végig a körforgalmon. Végül 1995. június 9-én a 62-t megszüntették.
2008. szeptember 6-án a 62-est átszámozták 162A-ra, a 162-est pedig meghosszabbították Kőbányáig.

## Útvonala
| Rákoskeresztúr, Városközpont felé | Kőbánya, Városközpont felé                                                                                             |
| --- | --- |
| Kőbánya, Városközpont vá. – Korponai utca – Liget utca – Bánya utca – Szent László tér – Kőrösi Csoma út – Élessarok – Jászberényi út – Pesti út – Rákoskeresztúr, Városközpont vá. | Rákoskeresztúr, Városközpont vá. – Pesti út – Jászberényi út – Élessarok – Kőrösi Csoma út – Kőbánya, Városközpont vá. |

## Megállóhelyei
| 0  | Kőbánya, Városközpont végállomás        | 27 | 9, 51, 95, 117, 151, 185, 217, 217E 3, 28, 62, 62A Kőbánya alsó |
| ∫  | Liget tér                               | 26 | 9, 95 3, 28, 62, 62A                                            |
| 1  | Halom utca                              | ∫  |                                                                 |
| 2  | Szent László tér                        | 25 | 9, 185 3, 28, 62, 62A                                           |
| 4  | Harmat utca (↓) Ónodi utca (↑)          | 23 | 85, 185 3, 28, 62, 62A                                          |
| 5  | Élessarok                               | 22 | 61, 61, 85, 168 3, 28, 37, 37A, 62, 62A                         |
| 6  | Sörgyár                                 | 20 | 61, 61, 85, 168 28, 37, 37A                                     |
| 7  | Maglódi út                              | 18 | 61, 61, 168 28, 37                                              |
| 8  | Orion                                   | 17 | 61, 168                                                         |
| 8  | Téglavető utca                          | 17 | 61, 168                                                         |
| 9  | Porcelán utca                           | 16 | 61, 61, 168                                                     |
| 10 | Rákos vasútállomás                      | 15 | 61, 61, 168 Rákos                                               |
| 11 | Athenaeum Nyomda (↓) Kozma utca (↑)     | 14 | 61, 68, 168                                                     |
| 12 | Kossuth Nyomda                          | 13 | 61, 68, 168                                                     |
| 14 | Legényrózsa utca                        | 11 | 61, 68                                                          |
| 15 | Rézvirág utca                           | 10 | 61, 61, 67, 68, Keresztúr                                       |
| 16 | Dombhát utca                            | 9  | 61, 68                                                          |
| 17 | 501. utca                               | 8  | 61, 61, 68, Keresztúr                                           |
| 18 | 509. utca                               | 7  | 61, 61                                                          |
| 20 | Borsó utca                              | 5  | 61, 61, 67, 176E, Keresztúr                                     |
| 21 | Kis utca                                | 4  | 61, 61, 80, 176E, Keresztúr                                     |
| 22 | Bakancsos utca                          | 2  | 46, 61, 80, Keresztúr                                           |
| 24 | Földműves utca (↓) Diák utca (↑)        | 1  | 46, 61, 80, Keresztúr                                           |
| 25 | Rákoskeresztúr, Városközpont végállomás | 0  | 46, 61, 61E, 69, 69A, 80, 97, 98, 161, 162, 198, 297, Keresztúr |